# Tuckermanella arizonica
Tuckermanella arizonica är en lavart som beskrevs av Essl. Tuckermanella arizonica ingår i släktet Tuckermanella och familjen Parmeliaceae.   Inga underarter finns listade i Catalogue of Life.